# Niall Glúndub
Niall mac Áeda Glúndub Ui Neill (870-919), issu du Cenél nEógain, fut roi d'Ailech et Ard ri Érenn de 916 à 919. Son bref règne de seulement trois ans comme « Haut-Roi » est l'aboutissement d'une longue suite de succès militaires. Après sa mort héroïque au combat, il atteint une renommée littéraire à travers des poèmes déplorant sa disparition dont certains sont attribués à sa seconde épouse, Gormlaith .

## Origine
Niall mac Áeda, surnommé Glúndub (c'est-à-dire: Genou noir ?), est le fils de l’Ard ri Érenn Áed Findliath et de Maelmuire († 913), fille de Kenneth mac Alpin, roi des Pictes et des Scots de Dal Riada.

## Roi d'Ailech
Niall devient roi d' Ailech en 896 et pendant plusieurs années il partage le pouvoir avec son demi-frère Domnall mac Áeda. Il apparaît pour la première fois dans les chroniques d'Irlande en 905 alors qu'il se prépare à affronter son frère Domnall dans un duel qui est annulé à la suite de l'intervention de leur famille. Une nouvelle querelle intervient entre les deux frères mais le différend est réglé en 908 ; ils commandent une expédition alliés avec les hommes d'Ulster dans le royaume de Mide contre les membres d'une autre puissante dynastie d'Uí Néill, celle du Clan Cholmáin, centre du pouvoir de l’Ard ri Érenn Flann Sinna mac Mael Sechlainn, au cours de laquelle Niall incendie le site cérémonial de Tlachtga, c'est-à-dire la colline de Ward dans le comté de Meath. Áed mac Mal Patraic Uí Fhiachrach trouve la mort au cours de cette expédition. En 912, il fait exécuter rituellement par noyade un prince sujet Cernachán mac Duilgen d'Airthir, pour avoir violé la loi de l'église d'Armagh en faisant exécuter un homme qui était sous la protection du sanctuaire
Domnall mac Áeda, le frère  de Niall, se retire dans la vie religieuse en 911 avant de mourir en 915. Et jusqu'à son élévation au titre d'Ard ri Erenn en 916, Niall se prépare à assumer la souveraineté sur l'Irlande. En 913, il envahit le Connacht et défait deux royaux vassaux dans le comté de Mayo, ceux des Uí Amalgada et d'Umall. L'année suivante, il se tourne vers l'est et effectue des raids sur les royaumes de la côte ; il défait le Dál nAraidi à Ravel Water dans le comté d'Antrim ainsi que son  voisin du sud l'Ulaid, à Carncary. Les motifs de ses expéditions sont politiques plus que purement matériels ; il semble que le 1er novembre, le roi Áed mac Eochocáin d'Ulaid se soumet à Niall, à Tullyhogue, dans le comté de Tyrone.
Niall poursuit ces succès en décembre en établissant un camp à Giellach Eilte afin de pouvoir effectuer des raids dans le royaume de Mide. Il revient en Mide l'année suivante pour une raison inhabituelle. Le dynaste du Clan Cholmáin et Ard ri Erenn Flann Sinna mac Máele Sechnaill, sollicite l'assistance de  Niall afin de combattre une rébellion menée par ses propres fils Donnchad et Conchobar. Flann était le beau-père de Niall, c'est-à-dire le second mari de sa mère, Máel Muire. Niall s'exécute et les fils révoltés doivent rapidement rentrer dans l'obéissance.

## Ard ri Erenn
Le vieil Ard ri Erenn approchait de sa fin. Après sa mort le 25 mai 916,  Niall est proclamé Ard ri Erenn et il succède à Flann Sinna comme roi de Tara en vertu de la tradition d’alternance entre les Ui Neill du sud et du nord. En témoignage de sa nouvelle autorité, il préside la foire de Tailtiu (moderne Teltown), une fête qui n'avait pas été célébrée depuis de nombreuses années.
Pendant son bref règne comme Ard ri Erenn, Niall doit affronter un nouvel ennemi : un groupe de Vikings connu sous le nom de Uí Ímair, c'est-à-dire le « descendants d'Ivar », qui étaient actifs en Irlande et dans le nord de la Grande-Bretagne depuis qu'ils avaient été expulsés du royaume de Dublin en 902. Au cours du début de l'été 917, sous la conduite de Ragnall Uí Ímair, ils font un raid contre le Munster. Pendant tout l'été de 917, Niall conduit son armée vers le sud. Il établit son camp à Tobar Glethrach, en Mag Femin près de Clonmel, et combat contre les Vikings, du matin au coucher du soleil le 22 août. Niall est victorieux, toutefois les « Hommes du Leinster » qui avaient attaqué les Vikings dans leur établissement de Cenn Fuait, sont défaits à Glynn ; Ugaire mac Allill roi de Leinster et son évêque périrent dans le combat et les « Étrangers », comme les nomment les chroniques d'Irlande, peuvent se réimplanter à Dublin.
Pendant plusieurs mois, Niall reste dans le sud et mène campagne contre les Vikings. En 918, il combat Sigtryggr Caoch, le futur roi de Northumbrie. Mais en 919, il décide d'en finir avec les Vikings. À la tête de ses troupes, il les attaque à l'extérieur de Dublin, à Kilmashogue près de l'actuel Islandbridge à Dublin. Les Vikings s'étaient alliés pour l'occasion avec les hommes du Leinster, et la bataille d'Islandbridge, le 14 septembre, est un complet désastre pour les armées des Irlandais du nord. Niall est tué avec ses principaux lieutenants. La liste des morts compte les plus puissantes familles d'Irlande du nord :
- Conchobar mac Flainn Ua Maeleachlainn, O’Neill du Sud fils de Flann Sinna roi de Mide et « Héritier désigné » du royaume d’Irlande.
- Flaithbertach mac Domnaill, neveu de Niall, « Héritier désigné du Nord » et roi d'Ailech
- Áed mac Eochocáin, roi d’Ulidia.
- Máel Mithig mac Flannacán, roi Brega père du futur Ard ri Érenn Conghalach Cnogba.
- Máolcraeibhe Ui Duibhsinaigh, roi d’Airgíalla.
- Máel Craibhe, mac Doilghen, roi de Tortan.
- Cellach, mac Fogartach, roi de Lagore (Sud Brega) (irlandais Loch Gabhair).

Niall est inhumé à Kells.

## Unions et postérité
Niall Glúndub a deux épouses. la première est Land, fille d'Eochaid de Dál Riata, qui est la mère du fameux:
- Muirchertach mac Neill « aux vêtements de cuir » († 943) qui fut ensuite roi d’Ailech, mais le titre d'Ard ri Érenn passa à Donnchadh Donn O'Neill, le fils de Flann Sinna.

Vers 910, Niall avait épousé Gormlaith, la fille de Flann Sinna et veuve de Cormac mac Cuilennáin roi de Cashel († 908) et de Cerball mac Muirecáin roi de Leinster († 909). Elle meurt en 948. Selon des textes tardifs, elle fut « abandonnée par les siens, réduite à mendier de porte en porte, après avoir été la veuve de trois rois ».
Les autres enfants de Niall sont :
- Conaing († 937),
- Máel Muire († 966)
- Máel Ciaran

En plus de la notoriété acquise par Niall et des succès de ses enfants, il eut la chance que deux poètes célèbres commémorent dans leurs vers son court règne. Le premier est Cormacán mac Máele Brigti († 948), et le second est sa propre épouse Gormlaith qui est supposée être l'auteure de poèmes dans lesquels elle évoque le chagrin que lui inspire la mort de Niall et le vide de son existence de veuve. Une Saga conservée dans les Annales de Clonmacnoise proclame que la mort de Gormlaith est due en partie à son dernier époux. Dans ce récit, la reine veuve s'éveille de son sommeil et voit l'esprit de Niall au pied de son lit. Elle se lève et tente de l'embrasser, mais elle tombe et se heurte sur le bois du lit, recevant ainsi une blessure mortelle. Gormlaith est réputée être l'auteure des vers suivants : « ma bénédiction sur l'âme de Niall ; depuis qu'il est parti mon chagrin est infini, jusqu'au jour du Jugement Dernier, jamais je ne retrouverai un homme comme Niall ».